# Kertayuga
Kertayuga is een bestuurslaag in het regentschap Kuningan van de provincie West-Java, Indonesië. Kertayuga telt 814 inwoners (volkstelling 2010).